# Supercopa Uruguaya 2020
De Supercopa Uruguaya 2020 was de derde editie van de Supercopa Uruguaya. Landskampioen Club Nacional de Football nam het op tegen Liverpool FC, de winnaar van het Torneo Intermedio. Het was voor het eerst dat Liverpool om deze beker mocht strijden; de vorige twee edities van de Supercopa werden gespeeld tussen Nacional en CA Peñarol.
Omdat het Estadio Centenario in Montevideo werd gerenoveerd, werd de Supercopa voor het eerst buiten de hoofdstad betwist: het Estadio Domingo Burgueño Miguel in Maldonado werd aangewezen als decor voor de wedstrijd. Liverpool kwam op een 2–0 voorsprong, maar Nacional wist in de slotfase nog tegen te scoren en in de blessuretijd gelijk te maken. In de verlenging won Liverpool alsnog; de Negriazules scoorden tweemaal en pakten hiermee hun tweede prijs op het hoogste niveau.

## Gekwalificeerde teams
| Team                      | Kwalificatie                   | Vorige deelnames |
| ------------------------- | ------------------------------ | ---------------- |
| Club Nacional de Football | Winnaar Primera División 2019  | 2 (2018, 2019)   |
| Liverpool FC              | Winnaar Torneo Intermedio 2019 | Geen             |

## Supercopa Uruguaya
|                               |                                            |                                   |                           |                                                                                     |
| 1 februari 2020 20:30 (UTC−3) | Liverpool FC                               | 4 – 2 (n.v.)                      | Club Nacional de Football | Estadio Domingo Burgueño Miguel, Maldonado Scheidsrechter: Gustavo Tejera (Uruguay) |
| 1 februari 2020 20:30 (UTC−3) | Dávila 4' Medina 58' Correa 106' Díaz 111' | Verslag (AUF) Verslag (Soccerway) | 79' Carballo 90+5' Castro | Estadio Domingo Burgueño Miguel, Maldonado Scheidsrechter: Gustavo Tejera (Uruguay) |

| Supercopa Uruguaya 2020   |
| ------------------------- |
| Liverpool FC Eerste titel |

2018 · 2019 · 2020 · 2021 · 2022 · 2023